# Heike Klippel

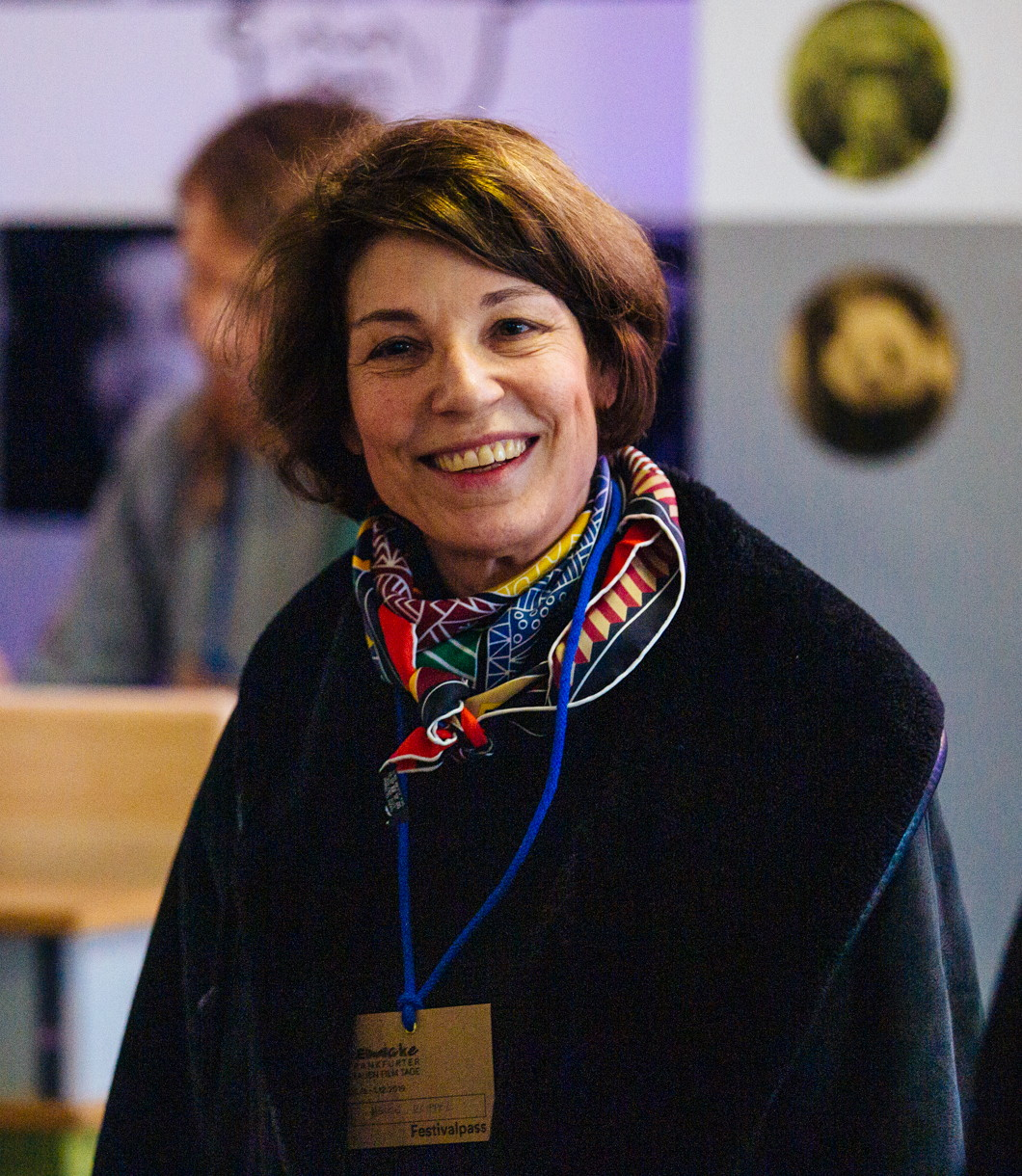
Heike Klippel (2019)

Heike Klippel (* 1960) ist eine deutsche Film- und Medienwissenschaftlerin. Sie lehrt an der Hochschule für Bildende Künste Braunschweig, ist eine der Mitherausgeberinnen der Zeitschrift Frauen und Film und war im Gründungskreis der Kinothek Asta Nielsen e. V.

## Werdegang
Klippel studierte ab 1980 Germanistik, Philosophie, Soziologie, Theater-, Film- und Fernsehwissenschaften an der Johann Wolfgang Goethe-Universität in Frankfurt am Main. Beschäftigte sie sich in ihrer Magisterarbeit noch mit Texten (Thema: „Das private Tagebuch – Überlegungen zu Alltagstexten“), wandte sie sich in ihrer Promotion dem Film zu. Mit dem Dissertationsthema „Gedächtnis und Kino“ untersuchte sie die Zusammenhänge von Gedächtnistheorie und der Entstehung des Films als Medium. Von 1991 bis 1994 war sie Wissenschaftliche Mitarbeiterin am Sonderforschungsbereich 240 der Universität Siegen, „Ästhetik und Pragmatik der Bildschirmmedien“, wo sie im Teilprojekt „Geschichte und Entwicklung des britischen und amerikanischen Einflusses auf die Fernsehprogramme der BRD“ mitarbeitete. Nach der Promotion zum Dr. phil. arbeitete Klippel von 1996 bis 2002 als Wissenschaftliche Mitarbeiterin am Institut für Theater-, Film- und Medienwissenschaft der Johann Wolfgang Goethe-Universität.
Klippel ist seit 2002 am Institut für Medienwissenschaft (IMW) der Hochschule für Bildende Künste Braunschweig im Studiengang Medienwissenschaften als Professorin tätig. Ihr Schwerpunkt ist „Geschichte und Theorie des Films“. Aktuell beschäftigt sich Klippel mit „Alltag im Spielfilm“ (Stand: 2021). Das Projekt „Giftdiskurse in Film- und Wissenschaftsgeschichte: Das Giftmotiv im Film“ wurde 2013 bis 2015 von der Deutschen Forschungsgemeinschaft (DFG) gefördert.
Zu Klippels  Publikations- und Vortragstätigkeit gehört die Verknüpfung von akademischem und nicht akademischem Publikum. So organisierte sie die Veranstaltungsreihe „The Art of Programming“ im Wintersemester 2005, in der  Kuratoren von Filmfestivals ihre Arbeit vorstellen konnten. Die Ergebnisse wurden später auch als Buch veröffentlicht.
Klippels Arbeitsschwerpunkte sind neben Gedächtnistheorien, Geschichte und Theorie des Programmbegriffs und Zeit/Alltag beispielsweise auch die Serienanalyse, feministische Filmtheorie, frühes Kino und der Experimentalfilm. So ist sie z. B. Mitherausgeberin der Schriften der Experimentalfilmemacherin Birgit Hein und eines Sammelbands mit Essays zu den Arbeiten der Film- und Videokünstlerin Corinna Schnitt.

## Feministisches Engagement und außeruniversitäre Tätigkeiten
Schon in der Promotionsphase wurde Klippels feministisches Engagement erkennbar. Ab 1990 arbeitete sie in der Redaktion sowie als Autorin der Zeitschrift Frauen und Film. Seit 2005 ist sie Mitherausgeberin der Zeitschrift,
1999 war Klippel eine der Mitgründerinnen der Kinothek Asta Nielsen e. V. in Frankfurt am Main. Der Verein engagiert sich für die Wiederentdeckung, Archivierung und Präsentation der Filmarbeit der neuen Frauenbewegung sowie generell für die Sichtbarmachung von weiblicher Filmkunst. In ihrer Veranstaltungsreihe „The Art of Programming“ gab Klippel Heide Schlüpmann, zu diesem Zeitpunkt Professorin für Filmwissenschaft in Frankfurt am Main, sowie Karola Gramann, der damaligen Kuratorin und künstlerischen Leiterin der Kinothek Asta Nielsen e. V., die Möglichkeit, die Arbeit der Kinothek bekannt zu machen, und verband damit wissenschaftliches Arbeiten und cineastischen Aktivismus.
Klippel ist zudem Mitglied des Film- und Medienbüros Niedersachsen.
2018 gehörte Klippel gemeinsam mit Matthias Dell und Katja Wiederspahn zur Jury des 3sat-Förderpreises, der im Rahmen der Internationalen Kurzfilmtage Oberhausen vergeben wird.
Seit 2019 wird auf dem Braunschweig International Film Festival der Filmpreis „Die TILDA“ vergeben, der  filmschaffende Frauen sichtbar machen und fördern soll. Klippel gehörte hier zum Kreis der Stifterinnen und saß 2019 und 2020 mit in der Jury für die Preisvergabe.

## Veröffentlichungen (Auswahl)
- Tödliche Mischung. Das Giftmotiv im Spielfilm. Vorwerk 8, Berlin 2021, ISBN 978-3-947238-31-6
- Gedächtnis und Kino. Stroemfeld, Frankfurt am Main/Basel 1997; 2020 übernommen von Verlag Vittorio Klostermann, ISBN 978-3-465-04466-6
- als Hrsg.: „The Art of Programming“. Film, Programm und Kontext. Lit Verlag, Münster 2008, ISBN 978-3-8258-1323-9.
- Zeit ohne Ende. Essays über Zeit, Frauen und Kino. Stroemfeld, Frankfurt am Main/Basel 2009; 2020 übernommen von Verlag Vittorio Klostermann, ISBN 978-3-465-04502-1
- „Shame and Sorrow for the Family“. Rassen- und Sexualproblematik im klassischen Zombiefilm. In: Michael Fürst, Florian Krautkrämer, Serjoscha Wiemer (Hrsg.): Untot. Zombie, Film, Theorie. Belleville, München 2010,  ISBN 978-3-933510-55-6, S. 135–151.
- Die Zeichen der Liebe. Liebesszenen in deutschen Seifenopern. In: Frauen und Film, Nr. 66, 2011, S. 105–117.
- Tod und neues Leben. Ein Beispiel aus dem frühen Kino: Zweimal gelebt. In: Daumenkino, 2013, Schwerpunkt „Tod im Kino“.
- mit Ilka Becker(Hrsg.): „Raus aus seinen Kleidern“. Essays zum Werk von Corinna Schnitt. Stroemfeld, Frankfurt am Main/Basel 2014; 2020 übernommen von Verlag Vittorio Klostermann, ISBN 978-3-465-04514-4
- Feministische Filmtheorie und Genderforschung. In: Bernhard Groß, Thomas Morsch (Hrsg.): Handbuch Filmtheorie. Springer, Wiesbaden 2016, ISBN 978-3-658-09514-7.
- mit Nanna Heidenreich, Florian Krautkrämer (Hrsg.): Film als Idee. Birgit Heins Texte zu Film/Kunst. Vorwerk 8, Berlin 2016, ISBN 978-3-940384-53-9.
- mit Bettina Wahrig et al. (Hrsg.): Precarious Identities. Poison and Poisoning in Science, Fiction, and Film. Palgrave Macmillan, Basingstoke 2017, ISBN 978-3-319-64909-2.
- „… ein in Maßen komischer Beitrag zu der Frage, warum aus Frauen so selten etwas wird.“ Arbeit in Filmen von Frauen 1968–1982. In: Karin Herbst-Meßlinger, Rainer Rother (Hrsg.): Selbstbestimmt – Perspektiven von Filmemacherinnen. Bertz + Fischer, Berlin 2019, ISBN 978-3-86505-262-9, S. 54–77.